# Encyrtoscelio apterus
Encyrtoscelio apterus är en stekelart som först beskrevs av Szelényi 1941.  Encyrtoscelio apterus ingår i släktet Encyrtoscelio och familjen Scelionidae. Inga underarter finns listade i Catalogue of Life.